# Euglenaformis parasitica
Euglenaformis parasitica (japanisch ツクバヤドリミドリムシ Tsukuba-yadori-midorimushi) ist eine in Reisfeldern bei Tsukuba, Japan, entdeckte und 2023 erstbeschriebene Art (Spezies) parasitischer eukaryotischer Einzeller aus der Klasse der Euglenida (zoologisch Euglenales), zu der auch die Augentierchen (Gattung Euglena) gehören.

## Morphologie und Lebensweise
Zu den Wirten von E. parasitica gehören nachweislich bestimmte Arten von Muschelkrebsen (Ostrakoden) und Plattwürmern, die auf Reisfeldern leben.
E. parasitica hat eine Pellicula mit Streifen, eine emergente (vom Zellkörper weg zeigende) Geißel (Flagellum, allerdings nur in bestimmten Stadien), einen roten Augenfleck (Stigma), aber keine Chloroplasten.
Innerhalb des lebenden Wirts fehlt diesen Einzellern jedoch die emergente Geißel.
Sie zeigen dann nur die für viele Euglenida typische schleichende „euglenide“ Bewegungsweise.
Wenn der Wirt stirbt (oder die Parasiten auf sonstige Weise von ihm isoliert werden), verlängerten sie ihre Geißel und wechseln zu schwimmenden Bewegungen, offenbar um einen neuen Wirt zu suchen.

## Entdeckungsgeschichte

### Entdeckung und Wirte
Koichiro Kato et al. (die Autoren der Erstbeschreibung von 2023) untersuchten Proben, die vom Juli bis Oktober 2013 und nochmals von Mai bis Juli 2022 in einem Reisfeld in Kurihara bei Tsukuba in der japanischen Präfektur Ibaraki entnommen wurden.
Dabei wurden in folgenden Wirtsorganismen offensichtlich parasitische Einzeller gefunden:
zwei Arten von Ostrakoden (Cyprinotus cassidula,Dolerocypris sinensis,), beide in der Familie Cyprididae
und
zwei Arten von Plattwürmern (Mesostoma lingua,Microdalyellia armigera,), beide zu den Neodalyellida innerhalb der Ordnung Rhabdocoela
Die Einzeller wuchsen und vermehrten sich im Inneren des Wirtskörpers.
Die befallenen Tiere starben innerhalb weniger Tage, was als Zeichen von Parasitismus gedeutet wurde.

### Vergleichende genetische Analysen
Kato et al. (2023) untersuchten zusätzlich zu ihren mikroskopischen Studien zur Morphologie und Lebensweise auch die nSSU-rDNA und die nLSU-rDNA der gefundenen Parasiten, d. h. die DNA, die in die kleine und große Untereinheit der ribosomalen RNA (SSU-rRNA und LSU-rRNA) transkribiert wird.
Aufgrund der übereinstimmenden morphologischen Merkmale und dieser rDNA-Analysen konnten die in den vier untersuchten Wirten gefundenen eugleniden Parasiten ein und derselben Art zugeordnet werden. Die molekulare phylogenetische Analyse ergab, dass diese eine gemeinsame Klade mit den bis dato bekannten freilebenden photoautotrophen (photosynthetisch aktiven) Arten der Gattung Euglenaformis bildet.
Die neu parasitische Art stammt daher offensichtlich von einem ebenfalls photoautotrophen Vorfahren innerhalb dieser Gattung ab.
Aufgrund dieser Ergebnisse ordneten Kato et al. sie als neue Art dieser Gattung mit der Bezeichnung Euglenaformis parasitica zu.

## Ökologie
E. parasitica zeigt eine bemerkenswert hohe Infektionsrate bei Muschelkrebsen (Ostrakoden) auf. Da Ostrakoden in Reisfeldern häufig anzutreffen sind, könnte die weitere Aufklärung der Ökologie solcher parasitären Organismen das Verständnis der Ökosysteme in Reisfeldern wesentlich verbessern.

## Systematik
Die Gattung Euglenaformis gehört in der botanischen (respektive zoologischen) Nomenklatur zur Familie Euglenaceae (Euglenidae), dieser zur Ordnung Euglenida (Euglenales). Die Gattung wurde 2014 neu eingerichtet, um die Typusart E. proxima von der Schwestergattung Euglena abzutrennen. E. chlorophoenicea folgte dann 2020 nach. Im Gegensatz dazu ist E. parasitica ein neu entdecktes Mitglied (seit 2023).
Artenliste der Gattung nach der Taxonomie des National Center for Biotechnology Information (NCBI), des World Register of Marine Species (WoRMS) und der AlgaeBase:
Gattung: Euglenaformis M. S. Bennett & Triemer 2014
- Spezies: Euglenaformis chlorophoenicea (Schmarda) Zakryś & M.Łukomska, 2020
Basionym: Euglena chlorophoenicea Schmarda, 1846
inklusive: Euglenaformis sp. MLK-2020a
- Spezies: Euglenaformis parasitica Kato, Yahata & Nakayama, 2023[12] (nicht bei WoRMS)
ReferenzProtistenstamm: TNS:AL-63141
inklusive: Euglenaformis sp. 1-KK-2022
Isolate:
  - 0601 – Wirt: Cyprinotus cassidula (Ostracoda)[2][3][4]
  - 0608 – Wirt: Mesostoma lingua (Plat(y)helminthes)[7][8]
  - 0622 – Wirt: Microdalyellia armigera (Plat(y)helminthes)[9]
  - 0628 – Wirt: Dolerocypris sinensis (Ostracoda)[5][6]
- Spezies: Euglenaformis proxima (Dangeard) M. S. Bennett & Triemer 2014 (Typus)
Basionym: Euglena proxima Dangeard, 1902